# Saison 2005-2006 de la LHJMQ
Saison précédente Saison suivante
La saison 2005-2006 est la 37e saison de hockey sur glace de la Ligue de hockey junior majeur du Québec. Les Wildcats de Moncton, champions de la saison régulière, remportent les séries éliminatoires et la Coupe du président.

## Contexte
La Ligue canadienne de hockey, dont la LHJMQ fait partie avec la Ligue de hockey de l'Ouest et la Ligue de hockey de l'Ontario, introduit les défaites en fusillade lors de la saison régulière, supprimant ainsi les matchs nuls.
La ligue accueille deux nouveaux clubs : les Sea Dogs de Saint-Jean au Nouveau-Brunswick ainsi que les Fog Devils de Saint-Jean de Terre-Neuve-et-Labrador. En raison de leur arrivée, la ligue se réorganise en deux divisions : celle de l'Ouest compte des clubs du Québec tandis que l'Est regroupe les clubs de l'Atlantique et la seule équipe américaine.
Un nouveau trophée est remis au meilleur directeur-gérant de l'année : le trophée Maurice-Filion.

### Classement
| Clt | Équipe                            | PJ | V  | D  | DP | DF | BP  | BC  | Pts |
| --- | --------------------------------- | -- | -- | -- | -- | -- | --- | --- | --- |
| 1   | Wildcats de Moncton               | 70 | 52 | 15 | 0  | 3  | 345 | 184 | 107 |
| 2   | Titan d'Acadie-Bathurst           | 70 | 43 | 19 | 3  | 5  | 291 | 223 | 94  |
| 3   | Screaming Eagles du Cap-Breton    | 70 | 40 | 23 | 3  | 4  | 236 | 206 | 87  |
| 4   | Maineiacs de Lewiston             | 70 | 36 | 23 | 3  | 8  | 240 | 207 | 83  |
| 5   | Mooseheads d'Halifax              | 70 | 35 | 33 | 1  | 1  | 246 | 258 | 72  |
| 6   | Fog Devils de Saint-Jean          | 70 | 30 | 34 | 5  | 1  | 219 | 286 | 66  |
| 7   | Rocket de l'Île-du-Prince-Édouard | 70 | 25 | 38 | 4  | 3  | 221 | 304 | 57  |
| 8   | Sea Dogs de Saint-Jean            | 70 | 15 | 47 | 2  | 6  | 174 | 325 | 38  |

| Clt | Équipe                      | PJ | V  | D  | DP | DF | BP  | BC  | Pts |
| --- | --------------------------- | -- | -- | -- | -- | -- | --- | --- | --- |
| 1   | Remparts de Québec          | 70 | 52 | 16 | 1  | 1  | 349 | 221 | 106 |
| 2   | Saguenéens de Chicoutimi    | 70 | 51 | 15 | 2  | 2  | 321 | 185 | 106 |
| 3   | Huskies de Rouyn-Noranda    | 70 | 43 | 22 | 2  | 3  | 305 | 259 | 91  |
| 4   | Olympiques de Gatineau      | 70 | 40 | 23 | 4  | 3  | 261 | 215 | 87  |
| 5   | Voltigeurs de Drummondville | 70 | 37 | 28 | 3  | 2  | 273 | 256 | 79  |
| 6   | Cataractes de Shawinigan    | 70 | 37 | 28 | 3  | 2  | 285 | 278 | 79  |
| 7   | Drakkar de Baie-Comeau      | 70 | 30 | 38 | 2  | 0  | 249 | 285 | 62  |
| 8   | Foreurs de Val-d'Or         | 70 | 28 | 39 | 1  | 2  | 244 | 298 | 59  |
| 9   | Tigres de Victoriaville     | 70 | 26 | 42 | 1  | 1  | 226 | 302 | 54  |
| 10  | Océanic de Rimouski         | 70 | 10 | 57 | 2  | 1  | 184 | 377 | 23  |

- En gras et en italique : champion de la saison régulière
- En gras : champion de division
- En italique : qualifié pour les séries éliminatoires

### Meilleurs pointeurs
| Clt | Joueur              | Équipe          | PJ | B  | A  | Pts | Pun |
| --- | ------------------- | --------------- | -- | -- | -- | --- | --- |
| 1   | Aleksandr Radoulov  | Québec          | 62 | 61 | 91 | 152 | 101 |
| 2   | Stanislav Lašček    | Chicoutimi      | 64 | 47 | 88 | 135 | 96  |
| 3   | Maxime Boisclair    | Chicoutimi      | 70 | 70 | 60 | 130 | 97  |
| 4   | Olivier Latendresse | Val-d'Or        | 70 | 41 | 84 | 125 | 83  |
| 5   | David Desharnais    | Chicoutimi      | 63 | 33 | 85 | 118 | 44  |
| 6   | Brent Aubin         | Québec          | 72 | 57 | 60 | 117 | 92  |
| 7   | Derick Brassard     | Drummondville   | 58 | 44 | 72 | 116 | 92  |
| 8   | Alex Bourret        | Shawinigan      | 67 | 44 | 70 | 114 | 133 |
| 9   | Philippe Dupuis     | Moncton         | 56 | 32 | 76 | 108 | 52  |
| 10  | Mathieu Roy         | Acadie-Bathurst | 65 | 50 | 54 | 104 | 101 |

## Séries éliminatoires
Les seize meilleures équipes de la saison régulière participent aux séries. Lors des huitièmes et des quarts de finale, la meilleure équipe de chaque division rencontre la moins bien classée de la saison régulière dans sa division. Cependant, la division Ouest comptant 9 équipes parmi les seize qualifiées, la neuvième est positionnée dans la partie de tableau de la division Est où elle affronte la première équipe. En demi-finale, la meilleure équipe rencontre à nouveau la moins bien classée de la saison régulière, sans distinction de division.
|  | Huitièmes de finale   | Huitièmes de finale               | Huitièmes de finale  | Huitièmes de finale            |    |                          | Quarts de finale | Quarts de finale | Quarts de finale | Quarts de finale |  |  | Demi-finales      | Demi-finales      | Demi-finales      | Demi-finales      |  |  | Finale         | Finale         | Finale         | Finale         |
|  |                       |                                   |                      |                                |    |                          |                  |                  |                  |                  |  |  |                   |                   |                   |                   |  |  |                |                |                |                |
|  | du 24 au 31 mars      | du 24 au 31 mars                  | du 24 au 31 mars     | du 24 au 31 mars               |    |                          | du 8 au 14 avril | du 8 au 14 avril | du 8 au 14 avril | du 8 au 14 avril |  |  | du 21 au 28 avril | du 21 au 28 avril | du 21 au 28 avril | du 21 au 28 avril |  |  | du 5 au 14 mai | du 5 au 14 mai | du 5 au 14 mai | du 5 au 14 mai |
|  | E1                    | Wildcats de Moncton               | 4                    | 4                              |    |                          | du 8 au 14 avril | du 8 au 14 avril | du 8 au 14 avril | du 8 au 14 avril |  |  | du 21 au 28 avril | du 21 au 28 avril | du 21 au 28 avril | du 21 au 28 avril |  |  | du 5 au 14 mai | du 5 au 14 mai | du 5 au 14 mai | du 5 au 14 mai |
|  | E1                    | Wildcats de Moncton               | 4                    | 4                              |    |                          | du 8 au 14 avril | du 8 au 14 avril | du 8 au 14 avril | du 8 au 14 avril |  |  | du 21 au 28 avril | du 21 au 28 avril | du 21 au 28 avril | du 21 au 28 avril |  |  | du 5 au 14 mai | du 5 au 14 mai | du 5 au 14 mai | du 5 au 14 mai |
|  | O9                    | Tigres de Victoriaville           | 1                    | 1                              |    |                          | du 8 au 14 avril | du 8 au 14 avril | du 8 au 14 avril | du 8 au 14 avril |  |  | du 21 au 28 avril | du 21 au 28 avril | du 21 au 28 avril | du 21 au 28 avril |  |  | du 5 au 14 mai | du 5 au 14 mai | du 5 au 14 mai | du 5 au 14 mai |
|  | O9                    | Tigres de Victoriaville           | 1                    | 1                              | E1 | Wildcats de Moncton      | 4                | 4                |                  |                  |  |  | du 21 au 28 avril | du 21 au 28 avril | du 21 au 28 avril | du 21 au 28 avril |  |  | du 5 au 14 mai | du 5 au 14 mai | du 5 au 14 mai | du 5 au 14 mai |
|  | du 24 mars au 2 avril |                                   |                      |                                | E1 | Wildcats de Moncton      | 4                | 4                |                  |                  |  |  | du 21 au 28 avril | du 21 au 28 avril | du 21 au 28 avril | du 21 au 28 avril |  |  | du 5 au 14 mai | du 5 au 14 mai | du 5 au 14 mai | du 5 au 14 mai |
|  |                       |                                   | E5                   | Mooseheads d'Halifax           | 1  | 1                        |                  |                  |                  |                  |  |  | du 21 au 28 avril | du 21 au 28 avril | du 21 au 28 avril | du 21 au 28 avril |  |  | du 5 au 14 mai | du 5 au 14 mai | du 5 au 14 mai | du 5 au 14 mai |
|  | E2                    | Titan d'Acadie-Bathurst           | E5                   | Mooseheads d'Halifax           | 1  | 1                        | 4                | 4                |                  |                  |  |  | du 21 au 28 avril | du 21 au 28 avril | du 21 au 28 avril | du 21 au 28 avril |  |  | du 5 au 14 mai | du 5 au 14 mai | du 5 au 14 mai | du 5 au 14 mai |
|  | E2                    | Titan d'Acadie-Bathurst           | du 6 au 12 avril     |                                |    |                          | 4                | 4                |                  |                  |  |  | du 21 au 28 avril | du 21 au 28 avril | du 21 au 28 avril | du 21 au 28 avril |  |  | du 5 au 14 mai | du 5 au 14 mai | du 5 au 14 mai | du 5 au 14 mai |
|  | E7                    | Rocket de l'Île-du-Prince-Édouard | 2                    | 2                              |    |                          |                  |                  |                  |                  |  |  | du 21 au 28 avril | du 21 au 28 avril | du 21 au 28 avril | du 21 au 28 avril |  |  | du 5 au 14 mai | du 5 au 14 mai | du 5 au 14 mai | du 5 au 14 mai |
|  | E7                    | Rocket de l'Île-du-Prince-Édouard | 2                    | 2                              | E1 | Wildcats de Moncton      | 4                | 4                |                  |                  |  |  |                   |                   |                   |                   |  |  | du 5 au 14 mai | du 5 au 14 mai | du 5 au 14 mai | du 5 au 14 mai |
|  | du 24 mars au 2 avril |                                   |                      |                                | E1 | Wildcats de Moncton      | 4                | 4                |                  |                  |  |  |                   |                   |                   |                   |  |  | du 5 au 14 mai | du 5 au 14 mai | du 5 au 14 mai | du 5 au 14 mai |
|  |                       |                                   | O4                   | Olympiques de Gatineau         | 1  | 1                        |                  |                  |                  |                  |  |  |                   |                   |                   |                   |  |  | du 5 au 14 mai | du 5 au 14 mai | du 5 au 14 mai | du 5 au 14 mai |
|  | E3                    | Screaming Eagles du Cap-Breton    | O4                   | Olympiques de Gatineau         | 1  | 1                        | 4                | 4                |                  |                  |  |  |                   |                   |                   |                   |  |  | du 5 au 14 mai | du 5 au 14 mai | du 5 au 14 mai | du 5 au 14 mai |
|  | E3                    | Screaming Eagles du Cap-Breton    | du 21 avril au 2 mai |                                |    |                          | 4                | 4                |                  |                  |  |  |                   |                   |                   |                   |  |  | du 5 au 14 mai | du 5 au 14 mai | du 5 au 14 mai | du 5 au 14 mai |
|  | E6                    | Fog Devils de Saint-Jean          | 1                    | 1                              |    |                          |                  |                  |                  |                  |  |  |                   |                   |                   |                   |  |  | du 5 au 14 mai | du 5 au 14 mai | du 5 au 14 mai | du 5 au 14 mai |
|  | E6                    | Fog Devils de Saint-Jean          | 1                    | 1                              | E2 | Titan d'Acadie-Bathurst  | 4                | 4                |                  |                  |  |  |                   |                   |                   |                   |  |  | du 5 au 14 mai | du 5 au 14 mai | du 5 au 14 mai | du 5 au 14 mai |
|  | du 24 mars au 3 avril |                                   |                      |                                | E2 | Titan d'Acadie-Bathurst  | 4                | 4                |                  |                  |  |  |                   |                   |                   |                   |  |  | du 5 au 14 mai | du 5 au 14 mai | du 5 au 14 mai | du 5 au 14 mai |
|  |                       |                                   | E3                   | Screaming Eagles du Cap-Breton | 0  | 0                        |                  |                  |                  |                  |  |  |                   |                   |                   |                   |  |  | du 5 au 14 mai | du 5 au 14 mai | du 5 au 14 mai | du 5 au 14 mai |
|  | E4                    | Maineiacs de Lewiston             | E3                   | Screaming Eagles du Cap-Breton | 0  | 0                        | 2                | 2                |                  |                  |  |  |                   |                   |                   |                   |  |  | du 5 au 14 mai | du 5 au 14 mai | du 5 au 14 mai | du 5 au 14 mai |
|  | E4                    | Maineiacs de Lewiston             | du 7 au 14 avril     |                                |    |                          | 2                | 2                |                  |                  |  |  |                   |                   |                   |                   |  |  | du 5 au 14 mai | du 5 au 14 mai | du 5 au 14 mai | du 5 au 14 mai |
|  | E5                    | Mooseheads d'Halifax              | 4                    | 4                              |    |                          |                  |                  |                  |                  |  |  |                   |                   |                   |                   |  |  | du 5 au 14 mai | du 5 au 14 mai | du 5 au 14 mai | du 5 au 14 mai |
|  | E5                    | Mooseheads d'Halifax              | 4                    | 4                              | E1 | Wildcats de Moncton      | 4                | 4                |                  |                  |  |  |                   |                   |                   |                   |  |  |                |                |                |                |
|  | du 23 au 31 mars      |                                   |                      |                                | E1 | Wildcats de Moncton      | 4                | 4                |                  |                  |  |  |                   |                   |                   |                   |  |  |                |                |                |                |
|  |                       |                                   | O1                   | Remparts de Québec             | 2  | 2                        |                  |                  |                  |                  |  |  |                   |                   |                   |                   |  |  |                |                |                |                |
|  | O1                    | Remparts de Québec                | O1                   | Remparts de Québec             | 2  | 2                        | 4                | 4                |                  |                  |  |  |                   |                   |                   |                   |  |  |                |                |                |                |
|  | O1                    | Remparts de Québec                |                      |                                |    |                          |                  | 4                |                  |                  |  |  |                   |                   |                   |                   |  |  |                |                |                |                |
|  | O8                    | Foreurs de Val-d'Or               | 1                    | 1                              |    |                          |                  |                  |                  |                  |  |  |                   |                   |                   |                   |  |  |                |                |                |                |
|  | O8                    | Foreurs de Val-d'Or               | 1                    | 1                              | O1 | Remparts de Québec       | 4                | 4                |                  |                  |  |  |                   |                   |                   |                   |  |  |                |                |                |                |
|  | du 24 au 29 mars      |                                   |                      |                                | O1 | Remparts de Québec       | 4                | 4                |                  |                  |  |  |                   |                   |                   |                   |  |  |                |                |                |                |
|  |                       |                                   | O6                   | Cataractes de Shawinigan       | 1  | 1                        |                  |                  |                  |                  |  |  |                   |                   |                   |                   |  |  |                |                |                |                |
|  | O2                    | Saguenéens de Chicoutimi          | O6                   | Cataractes de Shawinigan       | 1  | 1                        | 4                | 4                |                  |                  |  |  |                   |                   |                   |                   |  |  |                |                |                |                |
|  | O2                    | Saguenéens de Chicoutimi          | du 7 au 14 avril     |                                |    |                          | 4                | 4                |                  |                  |  |  |                   |                   |                   |                   |  |  |                |                |                |                |
|  | O7                    | Drakkar de Baie-Comeau            | 0                    | 0                              |    |                          |                  |                  |                  |                  |  |  |                   |                   |                   |                   |  |  |                |                |                |                |
|  | O7                    | Drakkar de Baie-Comeau            | 0                    | 0                              | O1 | Remparts de Québec       | 4                | 4                |                  |                  |  |  |                   |                   |                   |                   |  |  |                |                |                |                |
|  | du 24 au 31 mars      |                                   |                      |                                | O1 | Remparts de Québec       | 4                | 4                |                  |                  |  |  |                   |                   |                   |                   |  |  |                |                |                |                |
|  |                       |                                   | E2                   | Titan d'Acadie-Bathurst        | 3  | 3                        |                  |                  |                  |                  |  |  |                   |                   |                   |                   |  |  |                |                |                |                |
|  | O3                    | Huskies de Rouyn-Noranda          | E2                   | Titan d'Acadie-Bathurst        | 3  | 3                        | 1                | 1                |                  |                  |  |  |                   |                   |                   |                   |  |  |                |                |                |                |
|  | O3                    | Huskies de Rouyn-Noranda          |                      |                                |    |                          |                  | 1                |                  |                  |  |  |                   |                   |                   |                   |  |  |                |                |                |                |
|  | O6                    | Cataractes de Shawinigan          | 4                    | 4                              |    |                          |                  |                  |                  |                  |  |  |                   |                   |                   |                   |  |  |                |                |                |                |
|  | O6                    | Cataractes de Shawinigan          | 4                    | 4                              | O2 | Saguenéens de Chicoutimi | 1                | 1                |                  |                  |  |  |                   |                   |                   |                   |  |  |                |                |                |                |
|  | du 24 mars au 4 avril |                                   |                      |                                | O2 | Saguenéens de Chicoutimi | 1                | 1                |                  |                  |  |  |                   |                   |                   |                   |  |  |                |                |                |                |
|  |                       |                                   | O4                   | Olympiques de Gatineau         | 4  | 4                        |                  |                  |                  |                  |  |  |                   |                   |                   |                   |  |  |                |                |                |                |
|  | O4                    | Olympiques de Gatineau            | O4                   | Olympiques de Gatineau         | 4  | 4                        | 4                | 4                |                  |                  |  |  |                   |                   |                   |                   |  |  |                |                |                |                |
|  | O4                    | Olympiques de Gatineau            |                      |                                |    |                          |                  | 4                |                  |                  |  |  |                   |                   |                   |                   |  |  |                |                |                |                |
|  | O5                    | Voltigeurs de Drummondville       | 3                    | 3                              |    |                          |                  |                  |                  |                  |  |  |                   |                   |                   |                   |  |  |                |                |                |                |
|  | O5                    | Voltigeurs de Drummondville       | 3                    | 3                              |    |                          |                  |                  |                  |                  |  |  |                   |                   |                   |                   |  |  |                |                |                |                |
|  |                       |                                   |                      |                                |    |                          |                  |                  |                  |                  |  |  |                   |                   |                   |                   |  |  |                |                |                |                |

## Équipes d'étoiles
La ligue sélectionne trois équipes d'étoiles dont une pour les recrues.

### Première équipe
- Gardien de but : Ondřej Pavelec, Screaming Eagles du Cap-Breton
- Défenseur gauche : Kristopher Letang, Foreurs de Val-d'Or
- Défenseur droit : Keith Yandle, Wildcats de Moncton
- Ailier gauche : Maxime Boisclair, Saguenéens de Chicoutimi
- Centre : Derick Brassard, Voltigeurs de Drummondville
- Ailier droit : Aleksandr Radoulov, Remparts de Québec

### Deuxième équipe
- Gardien de but : Josh Tordjman, Wildcats de Moncton
- Défenseur droit : Frédéric St-Denis, Voltigeurs de Drummondville
- Défenseur gauche : Michal Sersen, Remparts de Québec
- Ailier gauche : Alex Bourret, Cataractes de Shawinigan
- Centre : David Desharnais, Saguenéens de Chicoutimi
- Ailier droit : Stanislav Lašček, Saguenéens de Chicoutimi

### Équipes des recrues
- Gardien de but : Ondřej Pavelec, Screaming Eagles du Cap-Breton
- Défenseur gauche : Ivan Vichnevski, Huskies de Rouyn-Noranda
- Défenseur droit : Andrew Bodnarchuk, Mooseheads d'Halifax
- Ailier gauche : Felix Schütz, Sea Dogs de Saint-Jean
- Centre : Angelo Esposito, Remparts de Québec
- Ailier droit : Claude Giroux, Olympiques de Gatineau

## Trophées
Quatre récompenses collectives et vingt-deux individuelles sont décernées.

### Récompenses collectives
- Coupe du président (champions des séries éliminatoires) : Wildcats de Moncton
- Trophée Jean-Rougeau (champions de la saison régulière) : Wildcats de Moncton
- Trophée Robert-Lebel (meilleure moyenne de buts encaissés) : Wildcats de Moncton
- Trophée Luc-Robitaille (plus grand nombre de buts marqués) : Remparts de Québec

### Récompenses individuelles
- Trophée Jean-Béliveau (meilleur pointeur : Aleksandr Radoulov, Remparts de Québec
- Trophée Jacques-Plante (meilleure moyenne de buts encaissés) : Ondřej Pavelec, Screaming Eagles du Cap-Breton
- Trophée Michel-Bergeron (recrue offensive de l'année) : Angelo Esposito, Remparts de Québec
- Trophée Frank-J.-Selke (joueur le plus gentilhomme) : David Desharnais, Saguenéens de Chicoutimi
- Trophée Michel-Brière (meilleur joueur) : Aleksandr Radoulov, Remparts de Québec
- Trophée Émile-Bouchard (défenseur de l'année) : Keith Yandle, Wildcats de Moncton
- Trophée Guy-Lafleur (meilleur joueur des séries éliminatoires) : Mārtiņš Karsums, Wildcats de Moncton
- Trophée Michael-Bossy (meilleur espoir) : Derick Brassard, Voltigeurs de Drummondville
- Trophée Raymond-Lagacé (recrue défensive de l'année) : Ondřej Pavelec, Screaming Eagles du Cap-Breton
- Trophée Marcel-Robert (meilleur étudiant) : Pierre-Marc Guilbault, Cataractes de Shawinigan
- Trophée Paul-Dumont (personnalité de l'année) : Clément Jodoin, Maineiacs de Lewiston
- Trophée John-Horman (administrateur de l'année) : Pierre Dufour, Foreurs de Val-d'Or
- Coupe Telus - Offensif (joueur offensif de l'année) : Aleksandr Radoulov, Remparts de Québec
- Coupe Telus - Défensif (joueur défensif de l'année) : Keith Yandle, Wildcats de Moncton
- Trophée Jean-Sawyer (meilleur directeur marketing) : André Gosselin et Stéphane Rhéaume, Voltigeurs de Drummondville
- Coupe RDS (meilleure recrue) : Ondřej Pavelec, Screaming Eagles du Cap-Breton
- Trophée Ron-Lapointe (meilleur entraîneur) : André Tourigny, Huskies de Rouyn-Noranda
- Plaque Wittnauer (plus grande implication dans la communauté) : Joey Ryan, Remparts de Québec
- Coupe Postes Canada (meilleur joueur) : Aleksandr Radoulov, Remparts de Québec
- Trophée Kevin-Lowe (meilleur défenseur défensif) : Olivier Magnan, Huskies de Rouyn-Noranda
- Trophée Guy-Carbonneau (meilleur attaquant défensif) : David Brine, Mooseheads d'Halifax
- Trophée Maurice-Filion (directeur général de l'année) : Ted Nolan, Wildcats de Moncton